# Cão indígena

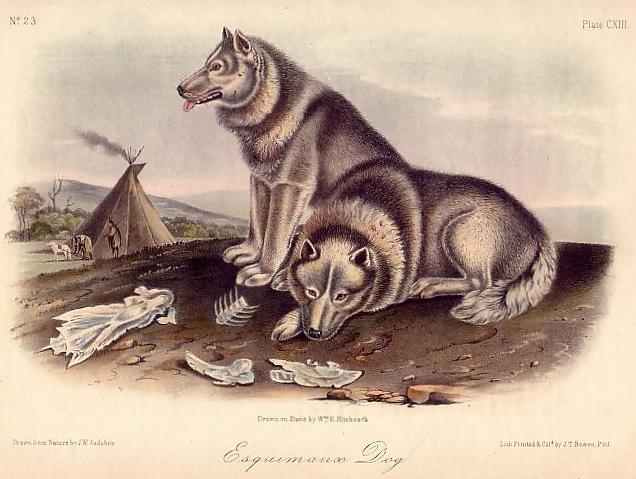
Uma arte de um antepassado do cão da groelandia na América do Norte que deve ter vivido há mais de 10 mil anos, feita por John James Audubon.

Cães indígenas, cães nativos americanos, ou cães pré-colombianos, são cães que vivdem ou viviam com povos indígenas das Américas, e algumas partes na África e Oceania. Chegando há cerca de 10.000 anos junto com os paleoíndios, hoje eles constituem uma fração das raças de cães que variam do Malamute do Alasca ao Cão Pelado Peruano.

## Origens

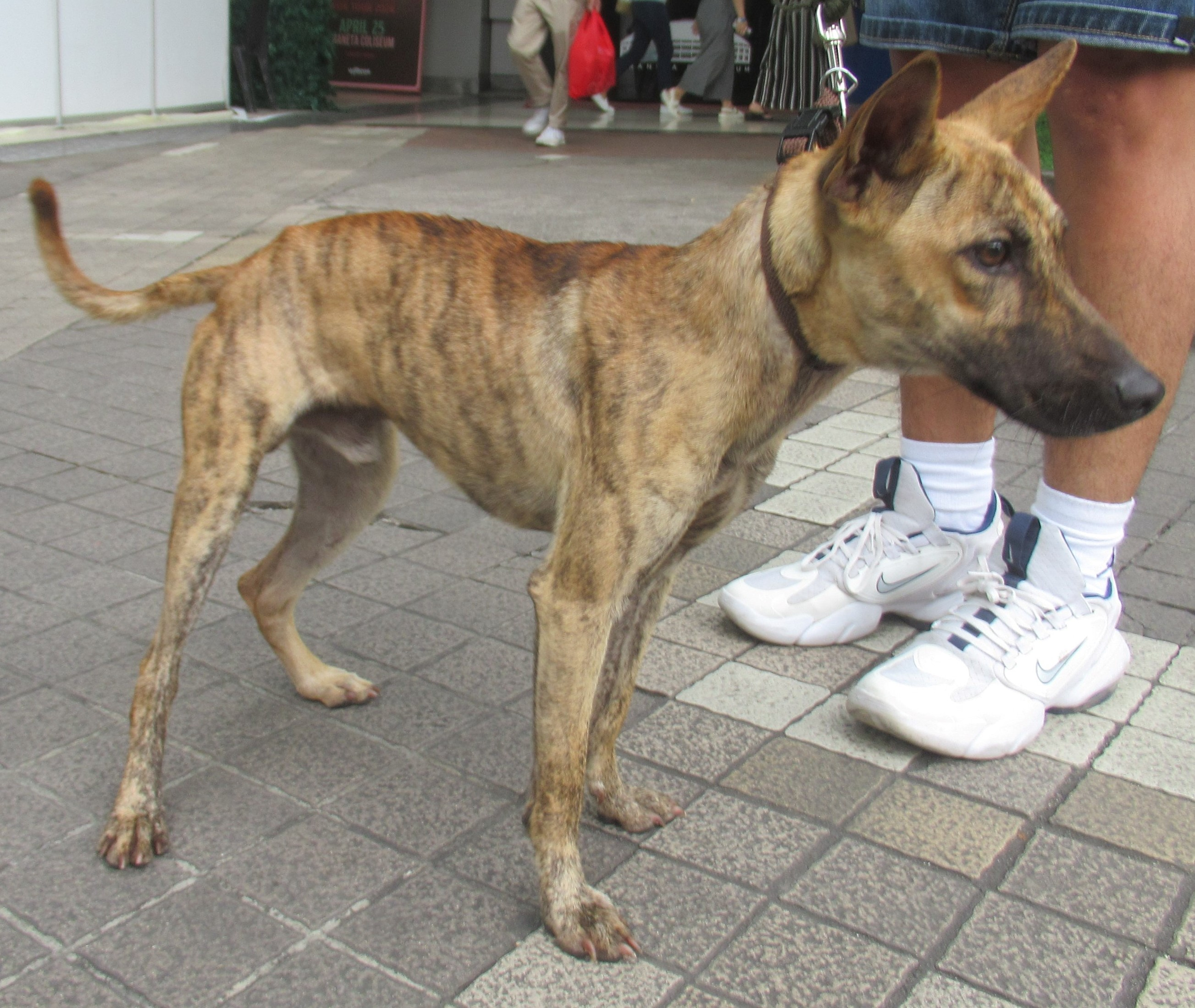
Um cão indígena nas filipinas.

As primeiras evidências de cães nas Américas podem ser encontradas na Caverna do perigo, em Utah, um local que foi datado entre 9.000 e 10.000 anos a.C. Foi demonstrado que esses cães do Novo Mundo descendem de lobos cinzentos eurasiaticos do Velho Mundo.
Em 2018, um estudo comparou sequências de fósseis de cães norte-americanos com fósseis de cães siberianos e cães modernos. O parente mais próximo dos fósseis norte-americanos foi um fóssil de 9.000 a.C. descoberto na Ilha Zhokhov , no nordeste ártico da Sibéria, que estava conectado ao continente naquela época. O estudo inferiu a partir do mDNA que todos os cães norte-americanos compartilhavam um ancestral comum datado de 14.600 a.C., e esse ancestral havia divergido junto com o ancestral do cão Zhokhov de seu ancestral comum 15.600 a.C. O tempo dos cães Koster mostra que os cães entraram na América do Norte vindos da Sibéria 4.500 anos depois dos humanos, ficaram isolados pelos próximos 9.000 anos e, após o contato com os europeus, eles não existem mais porque foram substituídos por cães eurasiáticos.
Os cães pré-contato exibem uma assinatura genética única que agora desapareceu, com o DNA do núcleo da célula indicando que seus parentes genéticos mais próximos hoje são os cães da raça Ártica - Malamutes do Alasca, Cães da Groenlândia, Huskies do Alasca, Cães da Carolina e Huskies Siberianos.
Acredita-se que houve quatro introduções distintas do cão nos últimos nove mil anos, nas quais cinco linhagens diferentes foram fundadas nas Américas.
Os cães aborígenes dos nativos americanos foram descritos como tendo aparência e som de lobos. O Hare indian dog é suspeito por um autor de ser um coiote domesticado, devido à sua descrição histórica. Em Arroyo Hondo Pueblo, no norte do Novo México, durante o século XIV d.C., vários coiotes parecem ter sido tratados de forma idêntica aos cães domésticos.
Uma das raças de cães mais antigas das Américas, o Xoloitzcuintle (ou 'Xolo' para abreviar), acompanhou os primeiros migrantes da Ásia e se desenvolveu na raça vista hoje no México há pelo menos 3.500 anos.
Na América latina, a introdução de cães ocorreu em algum momento entre 7.500 e 4.500 a.C. (5550–2550 a.C.). As descobertas de cães na América do Sul se tornam mais densas apenas por volta de 3.500 a.C. (1550 a.C.), mas parecem estar restritas a áreas agrícolas nos Andes. A descoberta mais antiga de um cão para o Brasil é datada por radiocarbono entre 1701 e 1526 cal a.C. (249–424 d.C.), e para os Pampas da Argentina a mais antiga é datada como 930 a.C. (1020 d.C.).  No Peru, representações de cães peruanos sem pelos aparecem por volta de 750 d.C. em vasos de cerâmica Moche e continuam nas tradições cerâmicas andinas posteriores.

## Alimentação

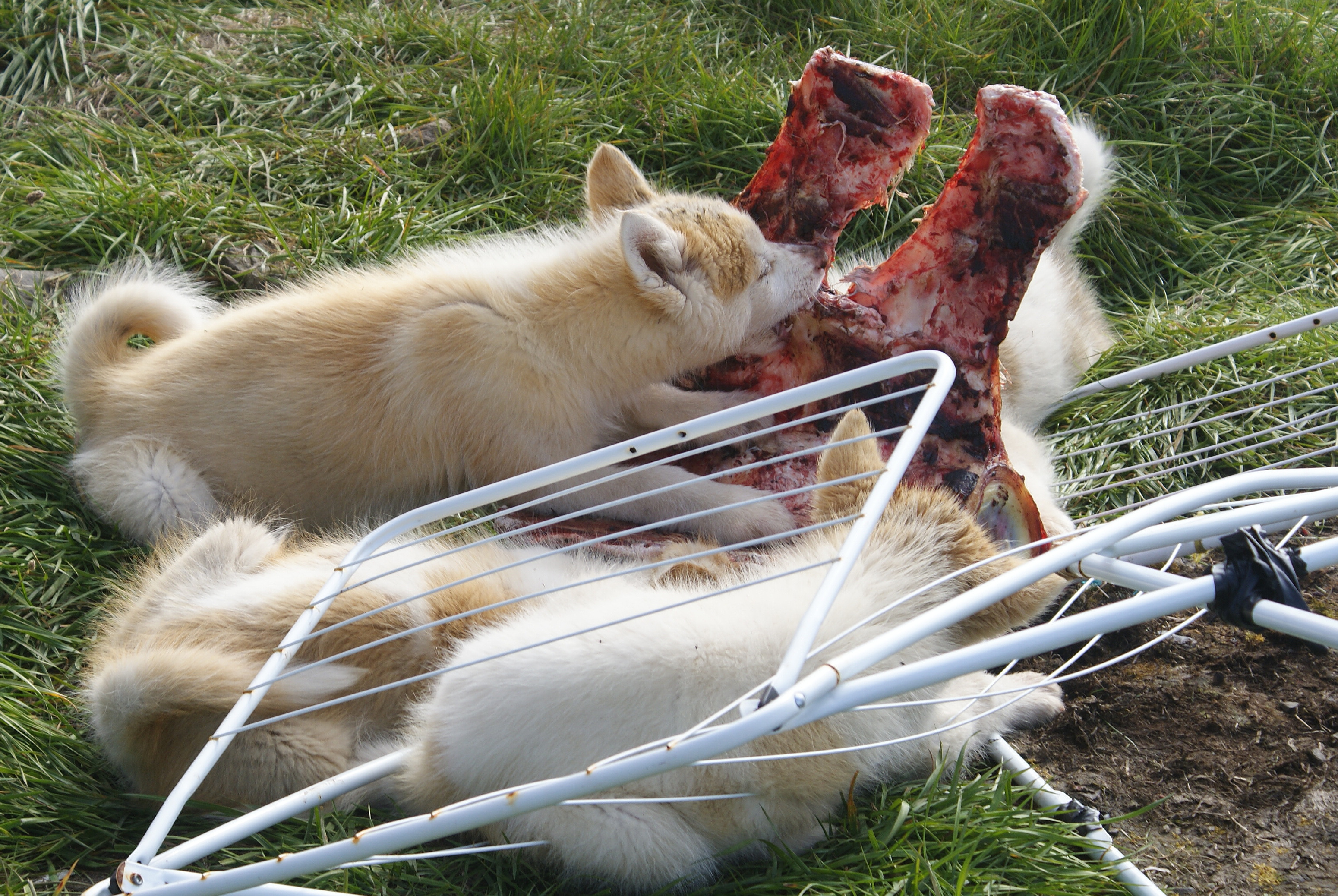
Uma ninhada filhotes de cães da Groelândia comendo uma carcaça de boi almiscarado.

Assim como o lobos-cinzentos, os cães caracterizam-se por ser omnívora, e como todo predador social, acaba sendo um caçador especializado de grandes animais. Suas presas são carneiros, gatos, doninhas, camelos, lhamas, bodes, roedores, vacas, búfalos, porcos, cavalos, burros, antas, girafas, antilocabras, cervos, antilopes, aves, reptéis, anfíbios, peixes, tubarões, focas, carniça, musaranhos, ouriços, xenartras, pangolins, mangustos, afrothérios (incluindo elefantes, porcos formigueiros e damões do cabo), coelhos e primatas, como macacos e lêmures, marsupiais, xenartras, monotremados, plantas,  carniça e até invertebrados, cujos mais visados são divididos em duas faixas de peso, a primeira sendo o tamanho de médio a grande porte 23―650 kg, e possuem massa corporal similar à dos cães de uma alcatéia caso combinados em peso. Um cão indígena é especializado em visar como alvo os espécimes mais fracos. Com 15 cachorros podendo matar um cavalo ou um alce adulto.

## Raças

### América do norte

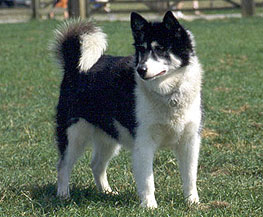
Cão esquimó canadense
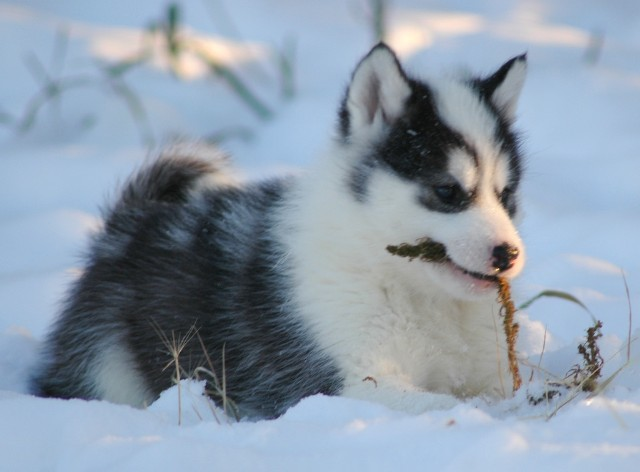
Um filhote de Cão esquimó canadense.
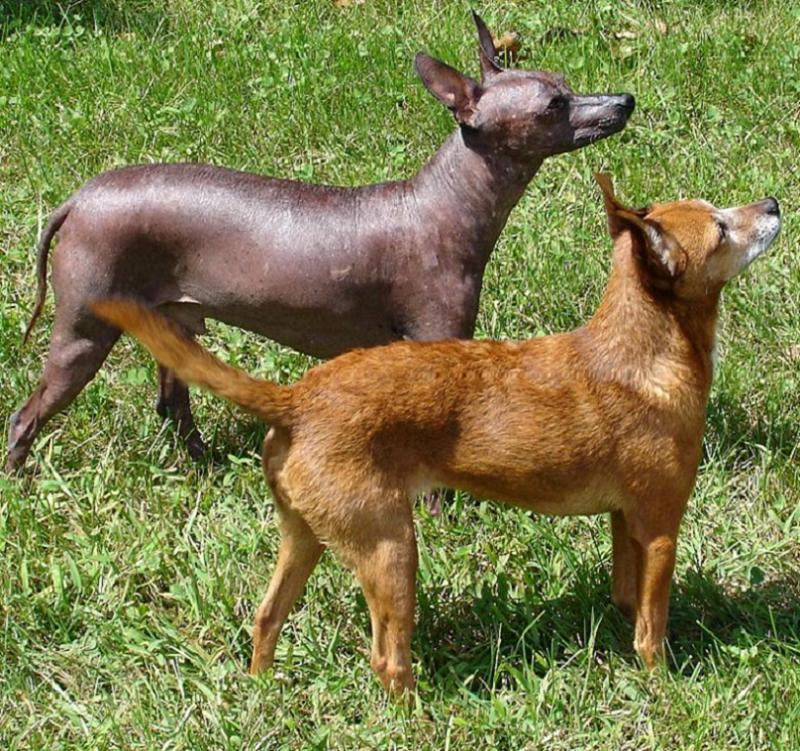
Xoloitzcuintle
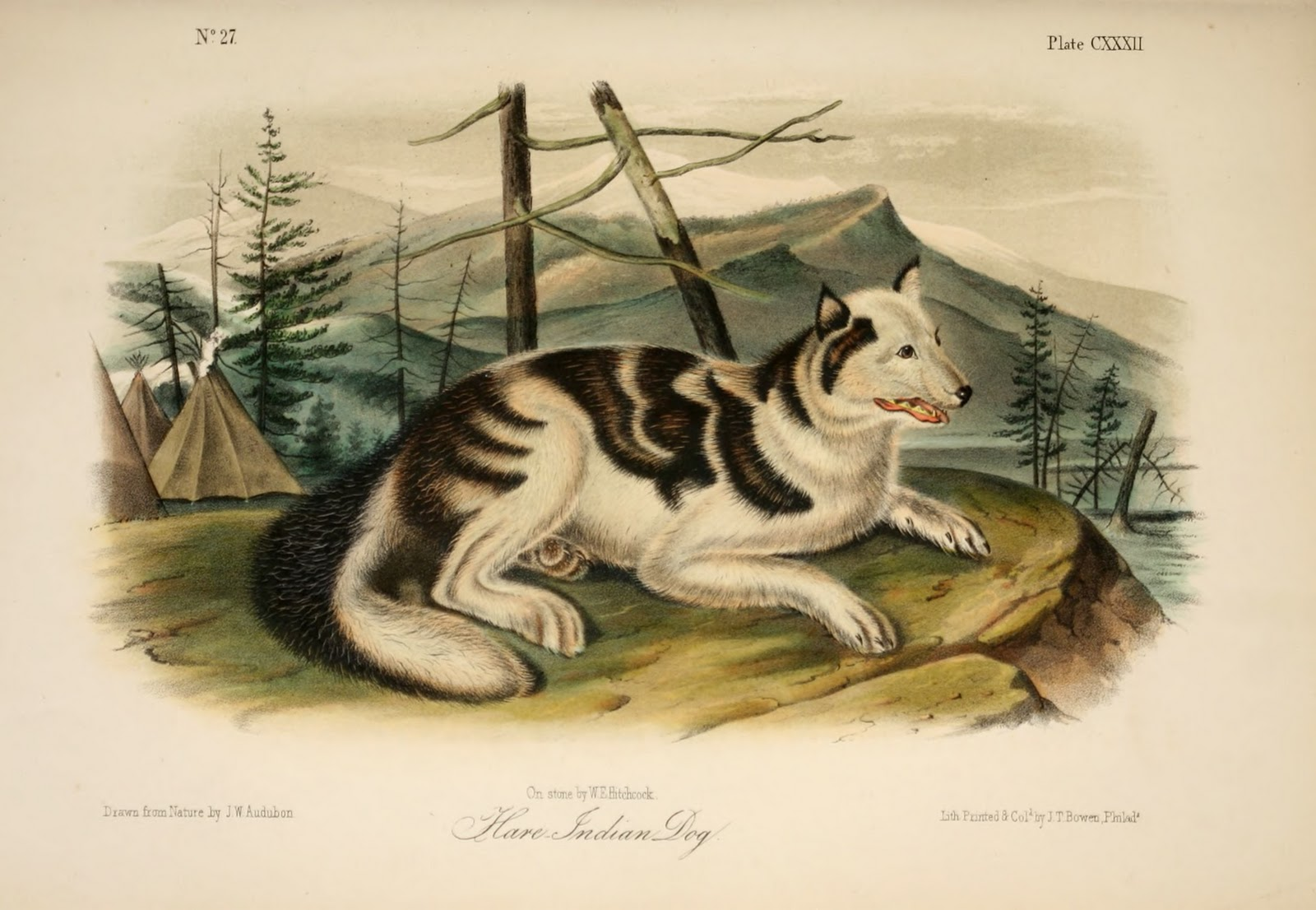
† Hare Indian dog
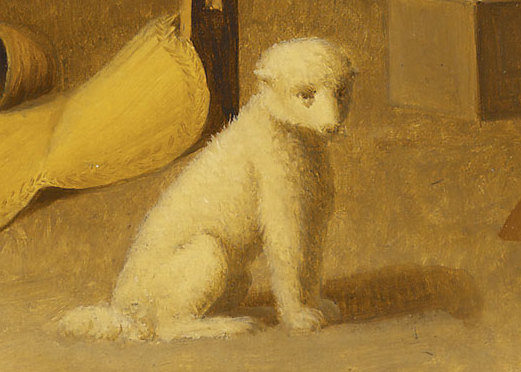
† Cão de lã Salish
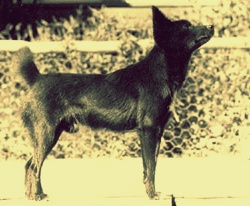
† Tahltan Bear Dog
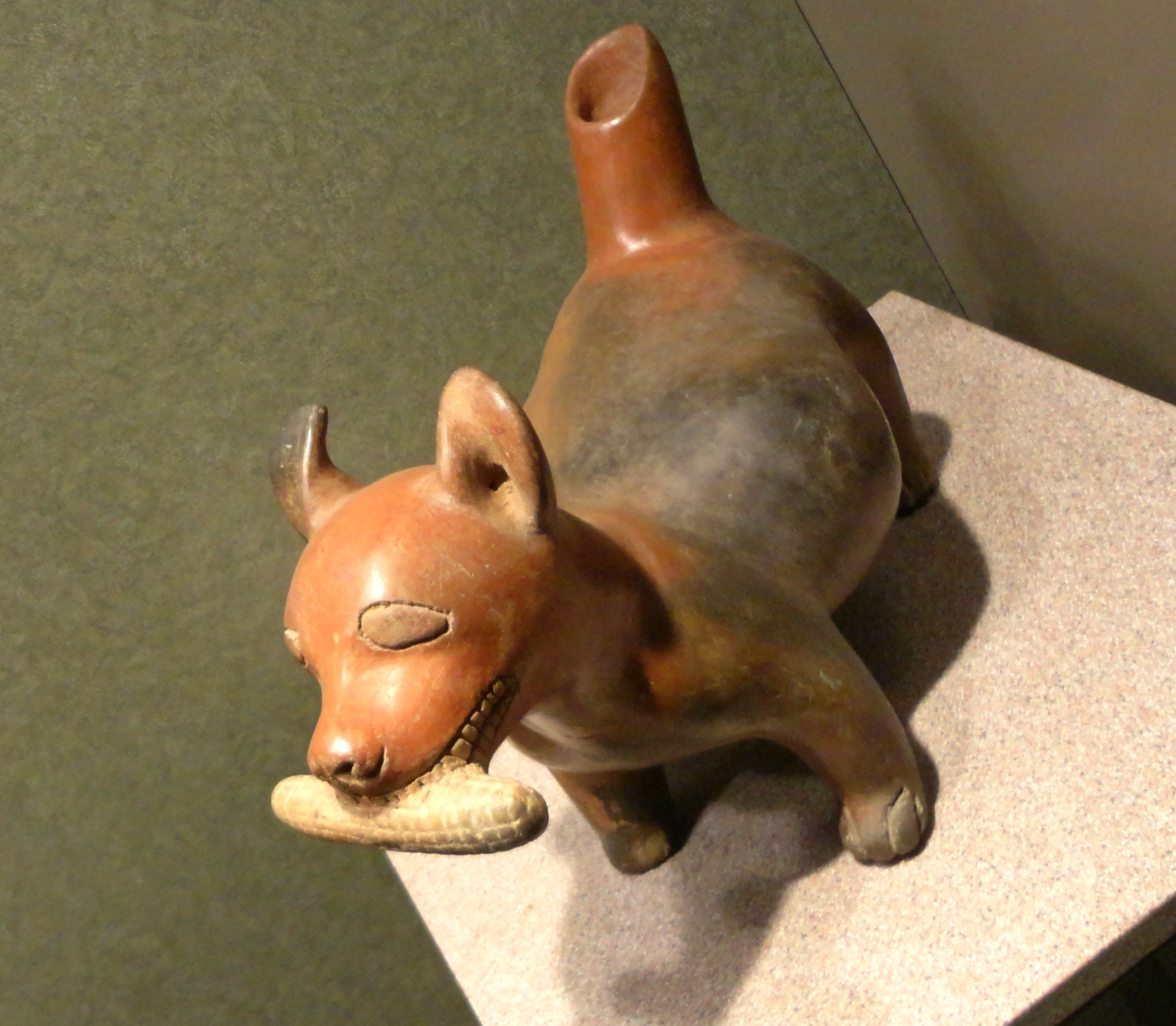
†Techichi
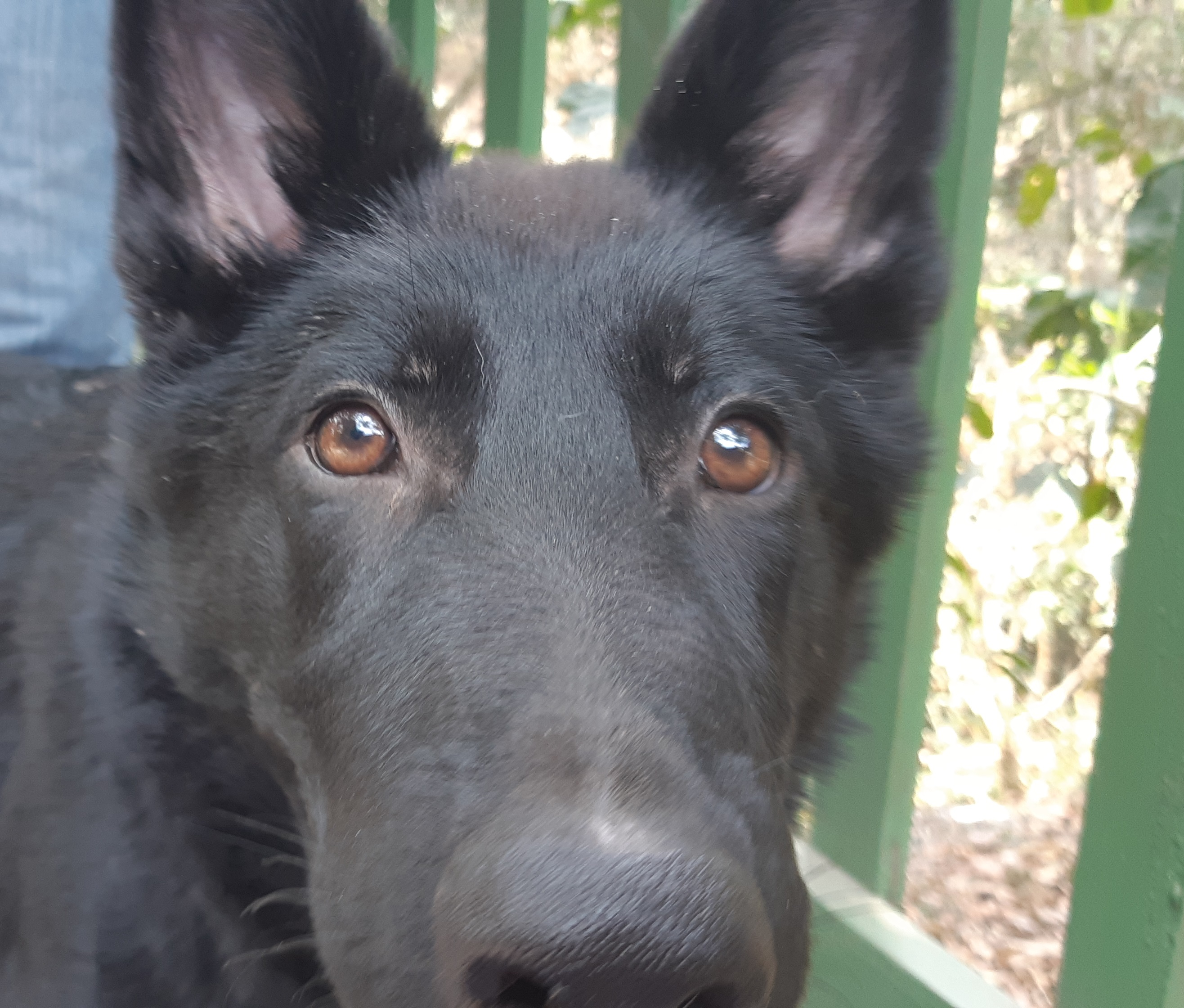
Calupoh
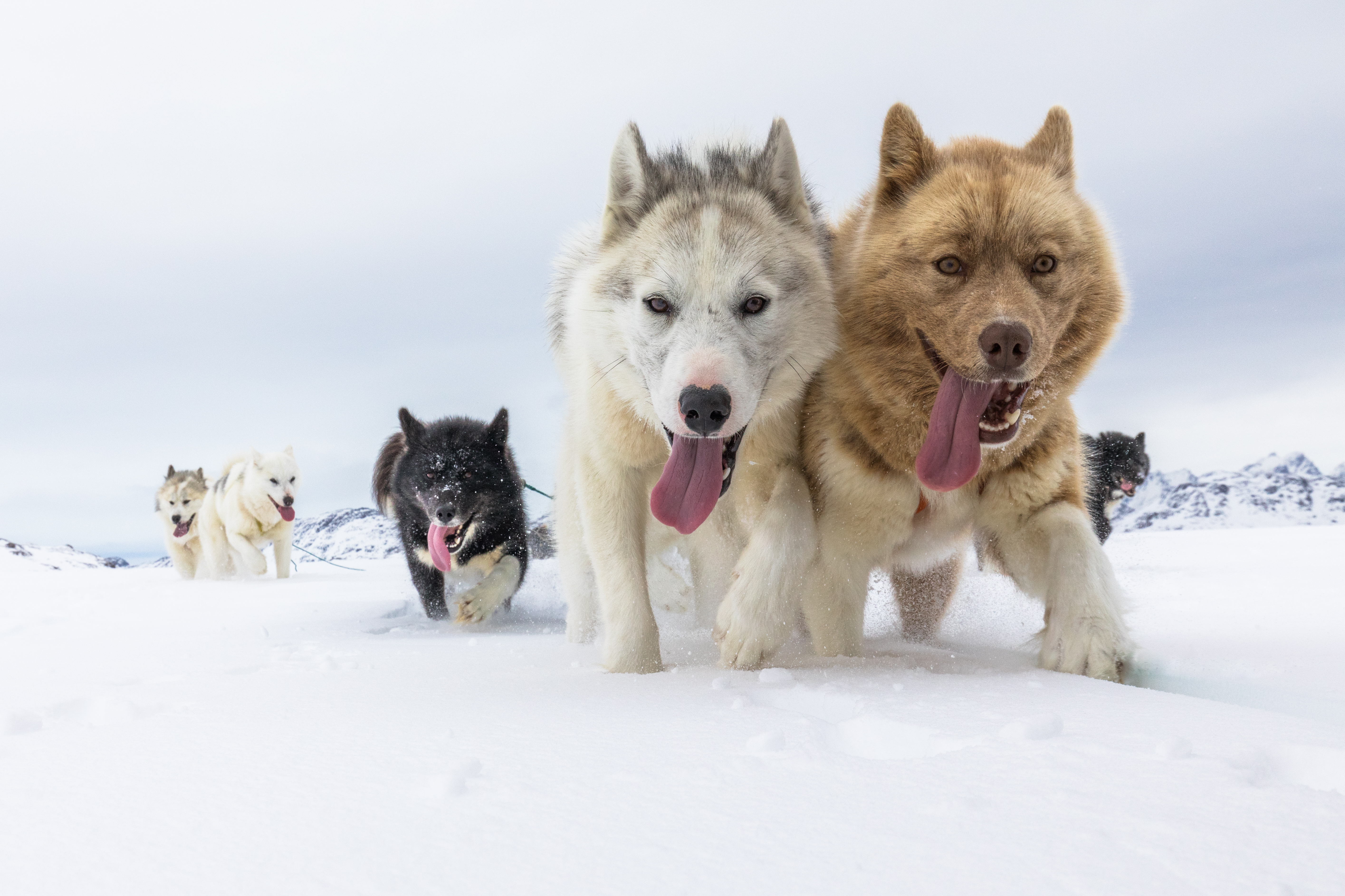
Cão da groelandia
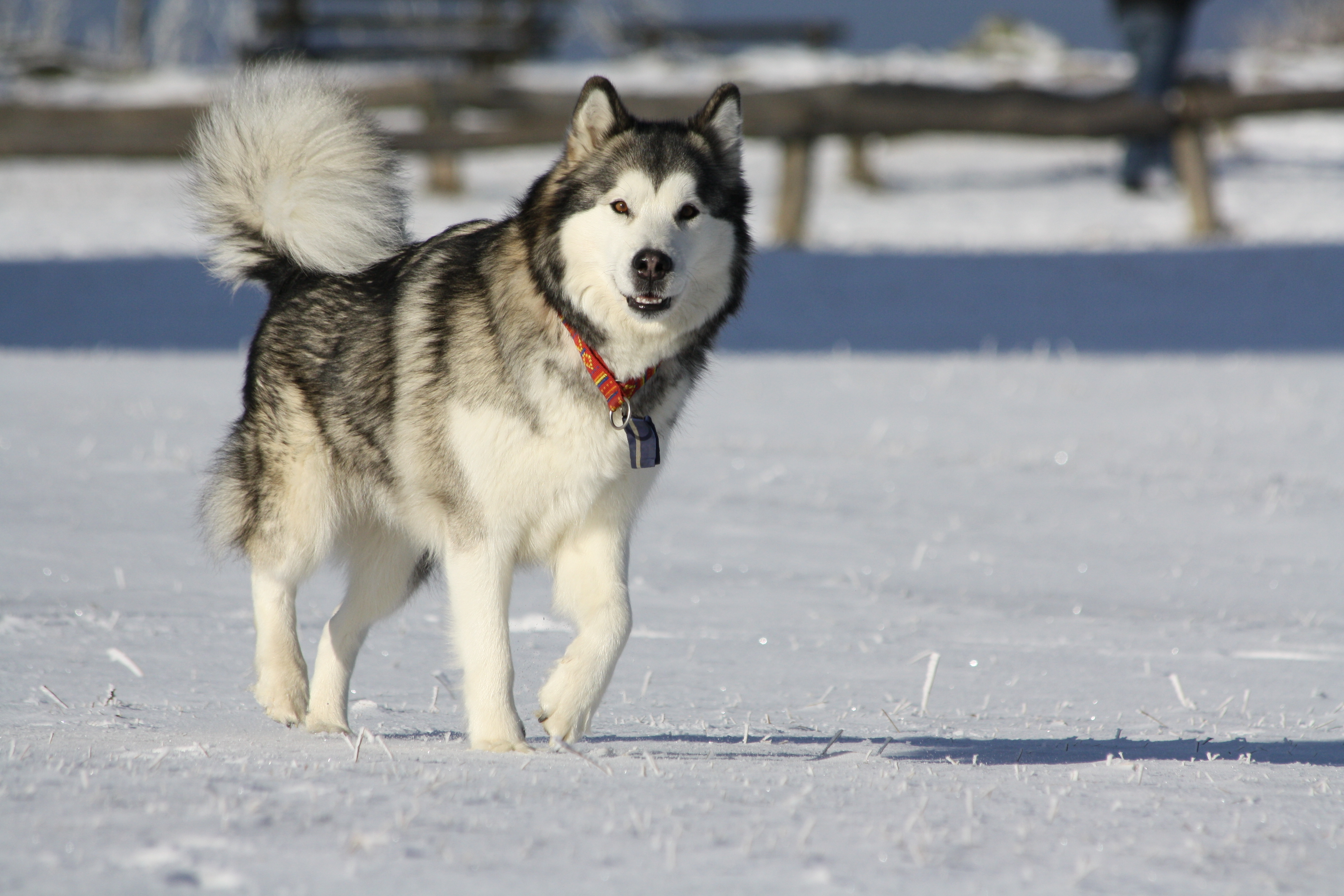
Malamute do alasca
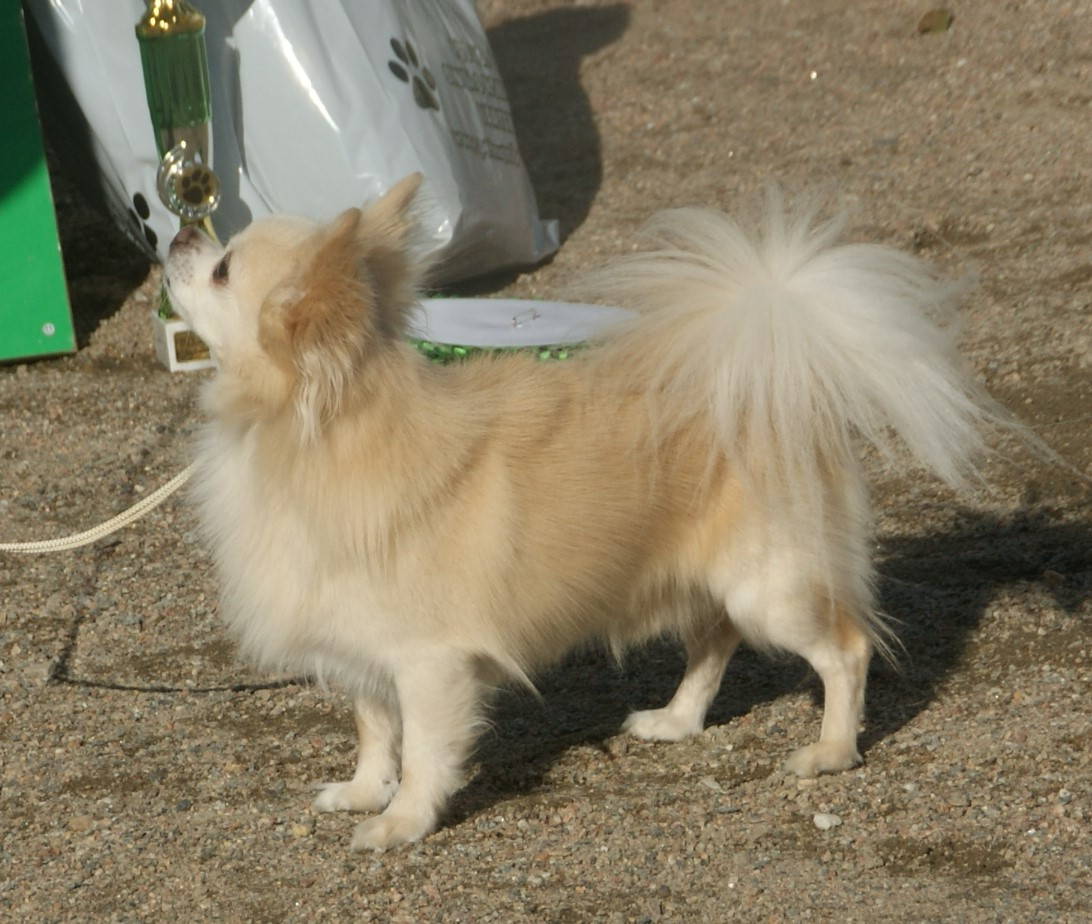
Chihuahua
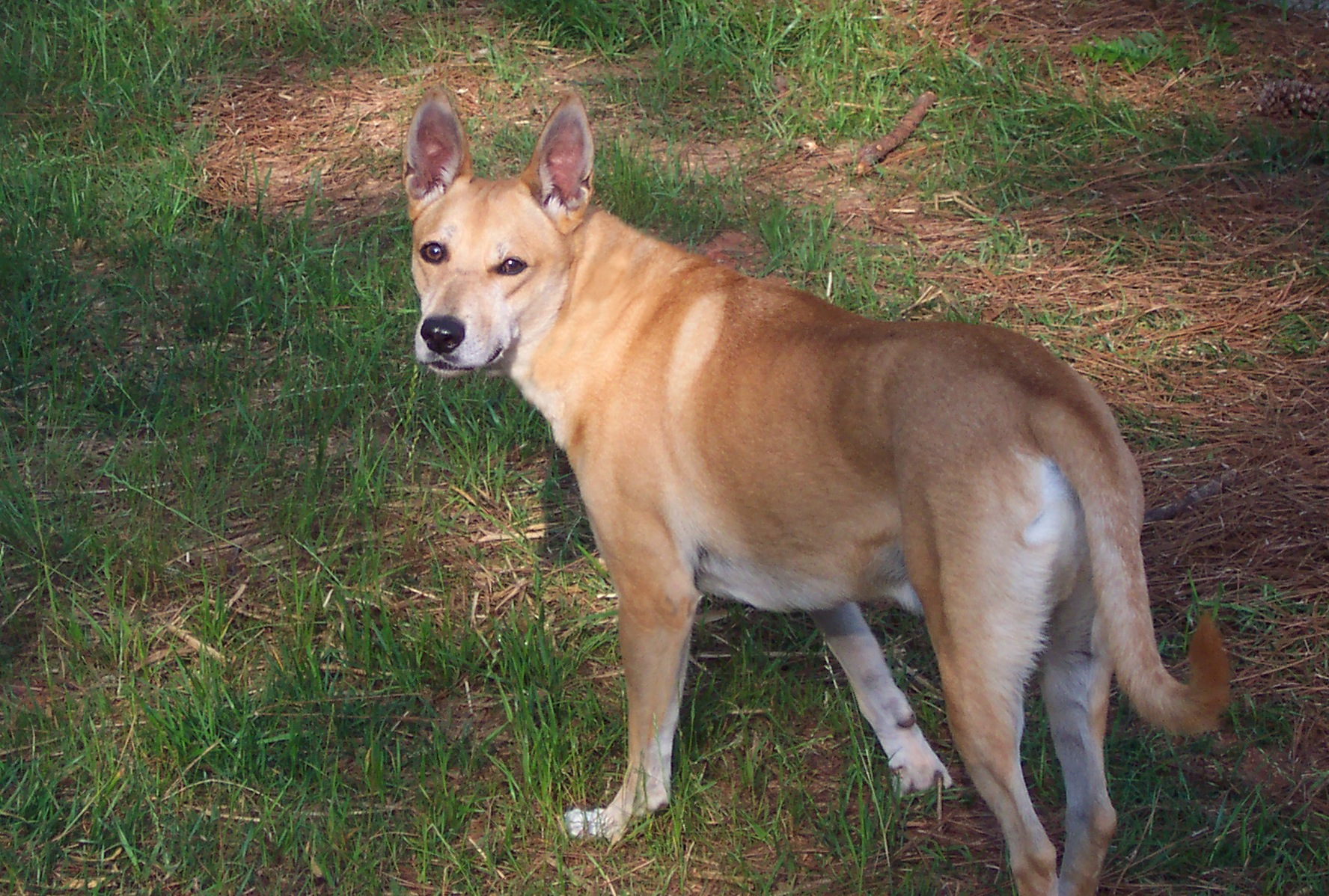
Cão da carolina
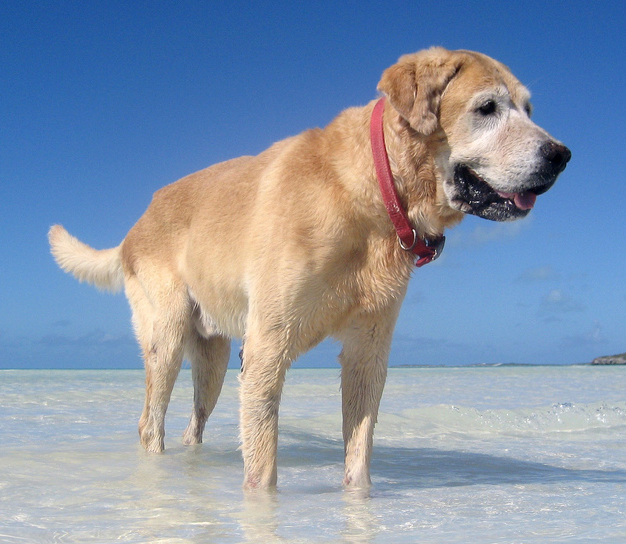
Cão potcako
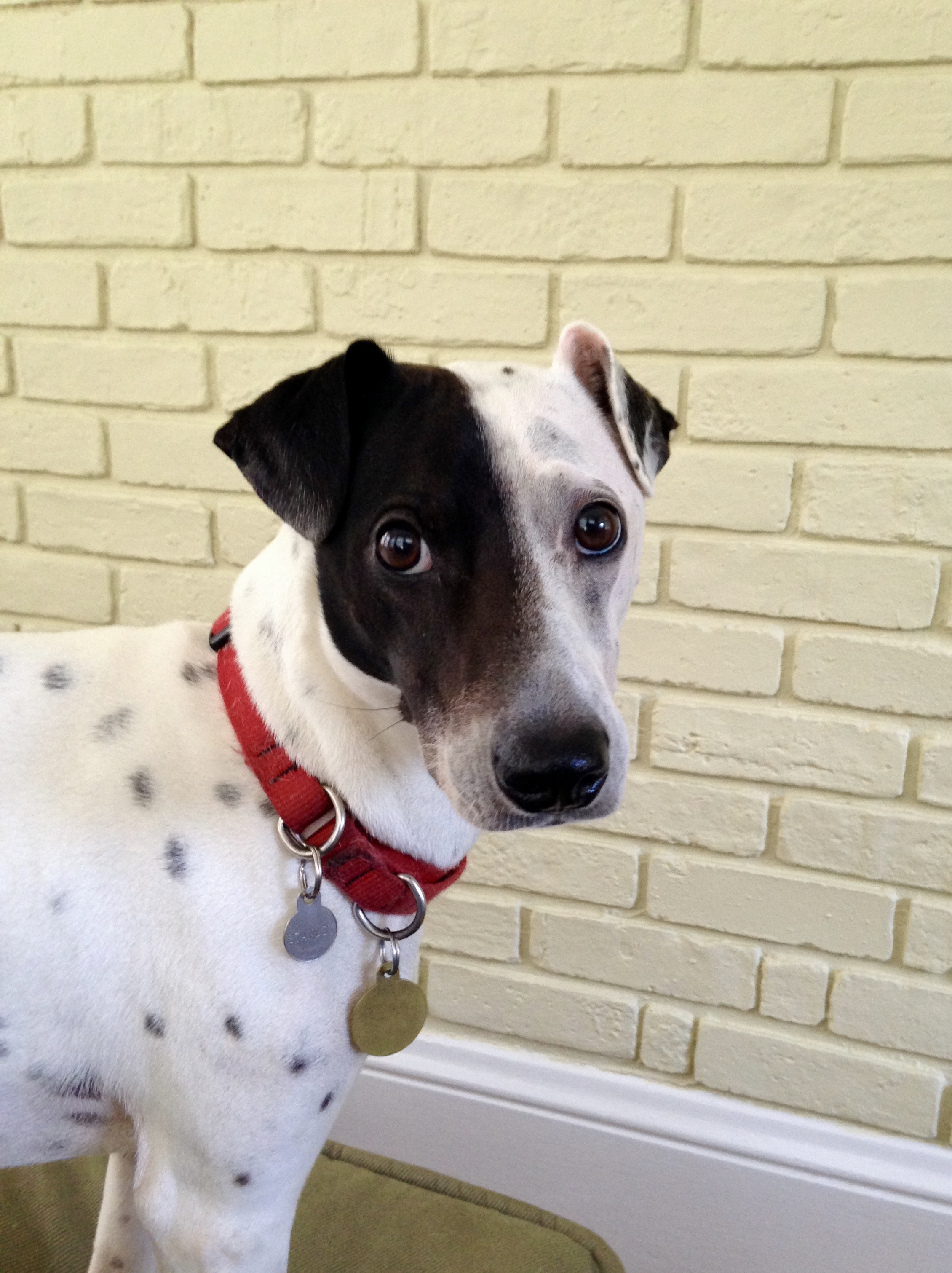
sato dog (um tipo de cão de porto rico)

### América latina(IncluindoAmérica do sul,América central,Méxicoecaribe)

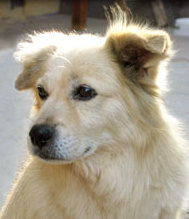
† Pastor peruano
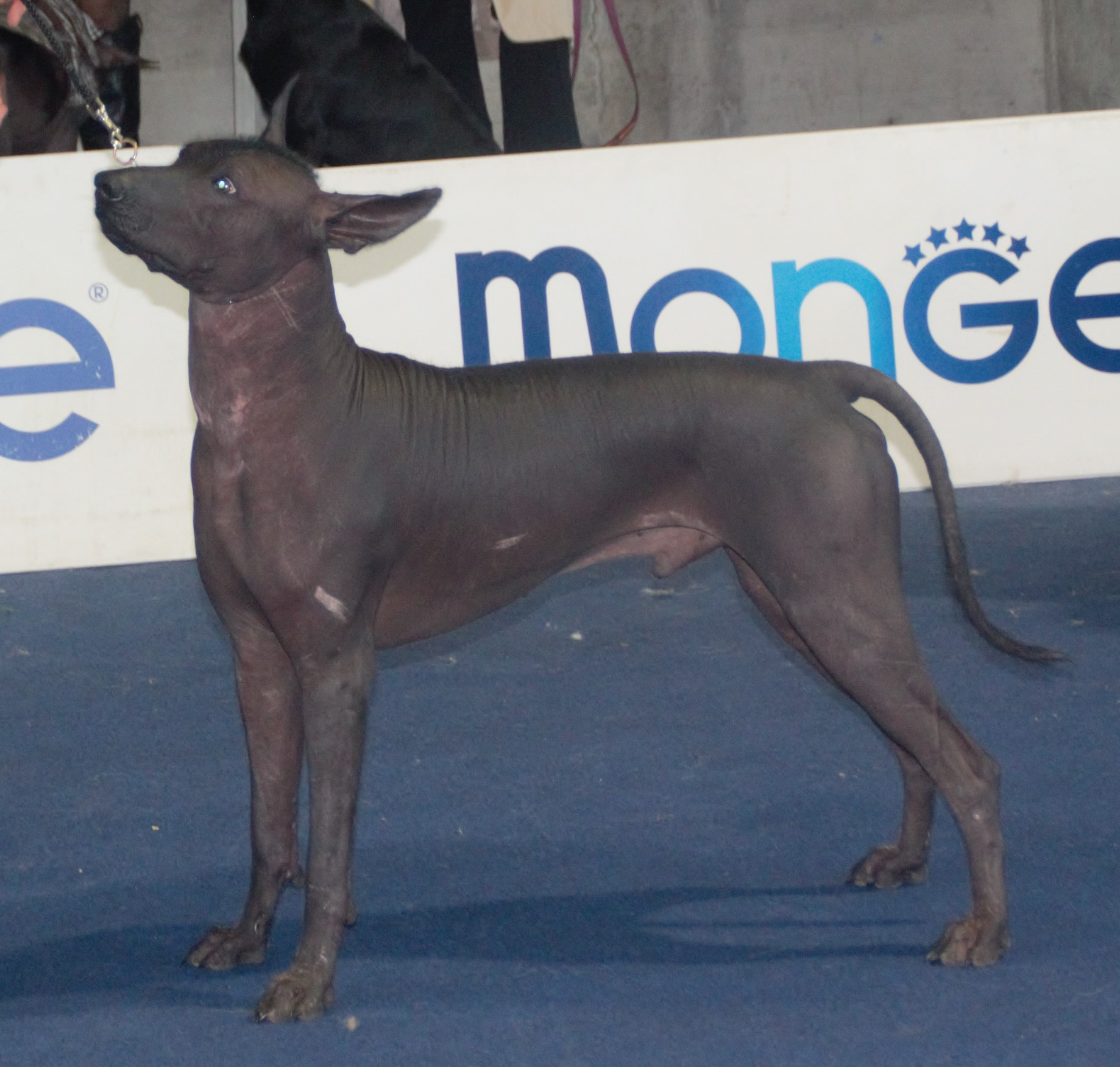
Xoloitzcuintle
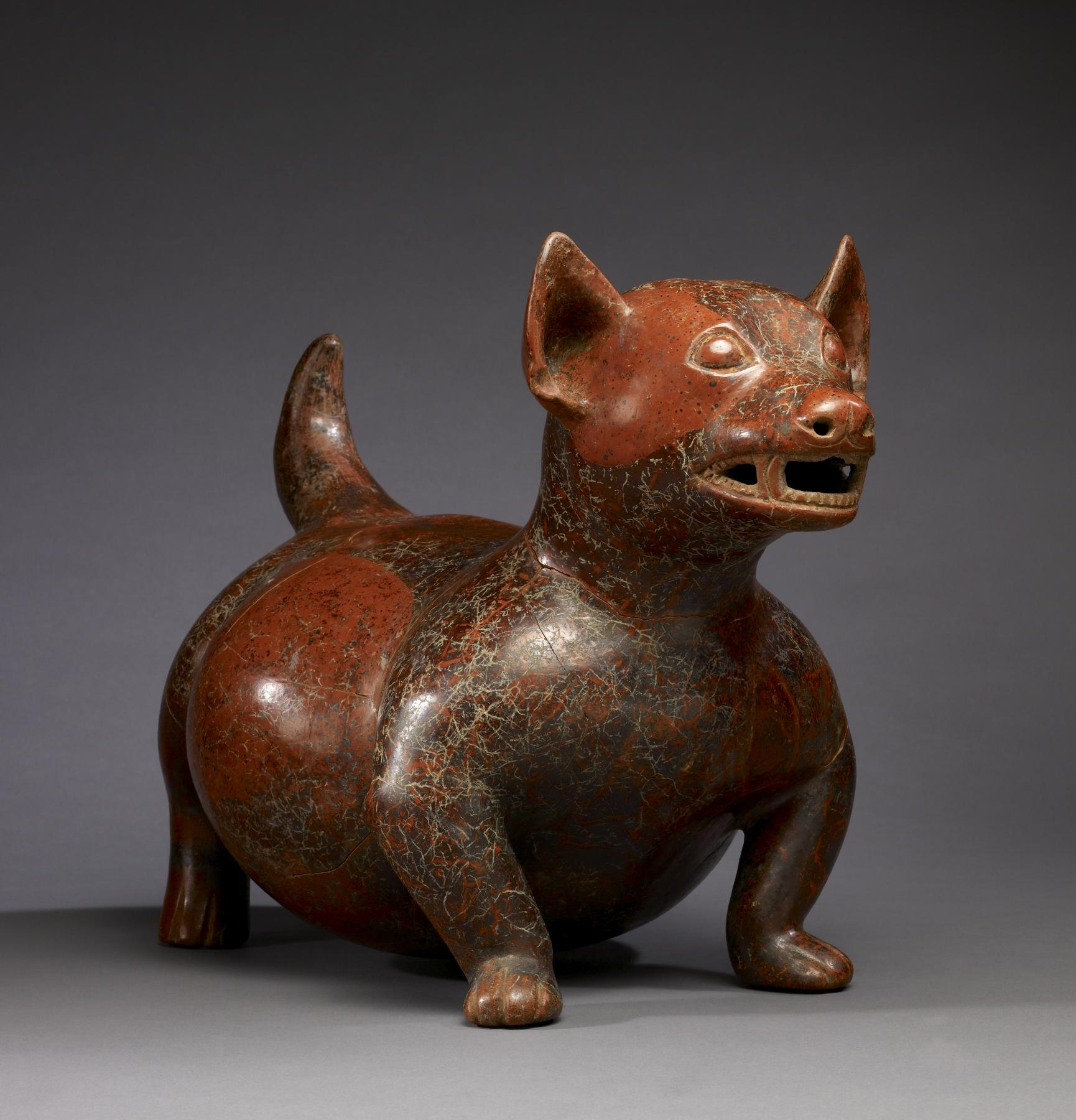
†Techichi
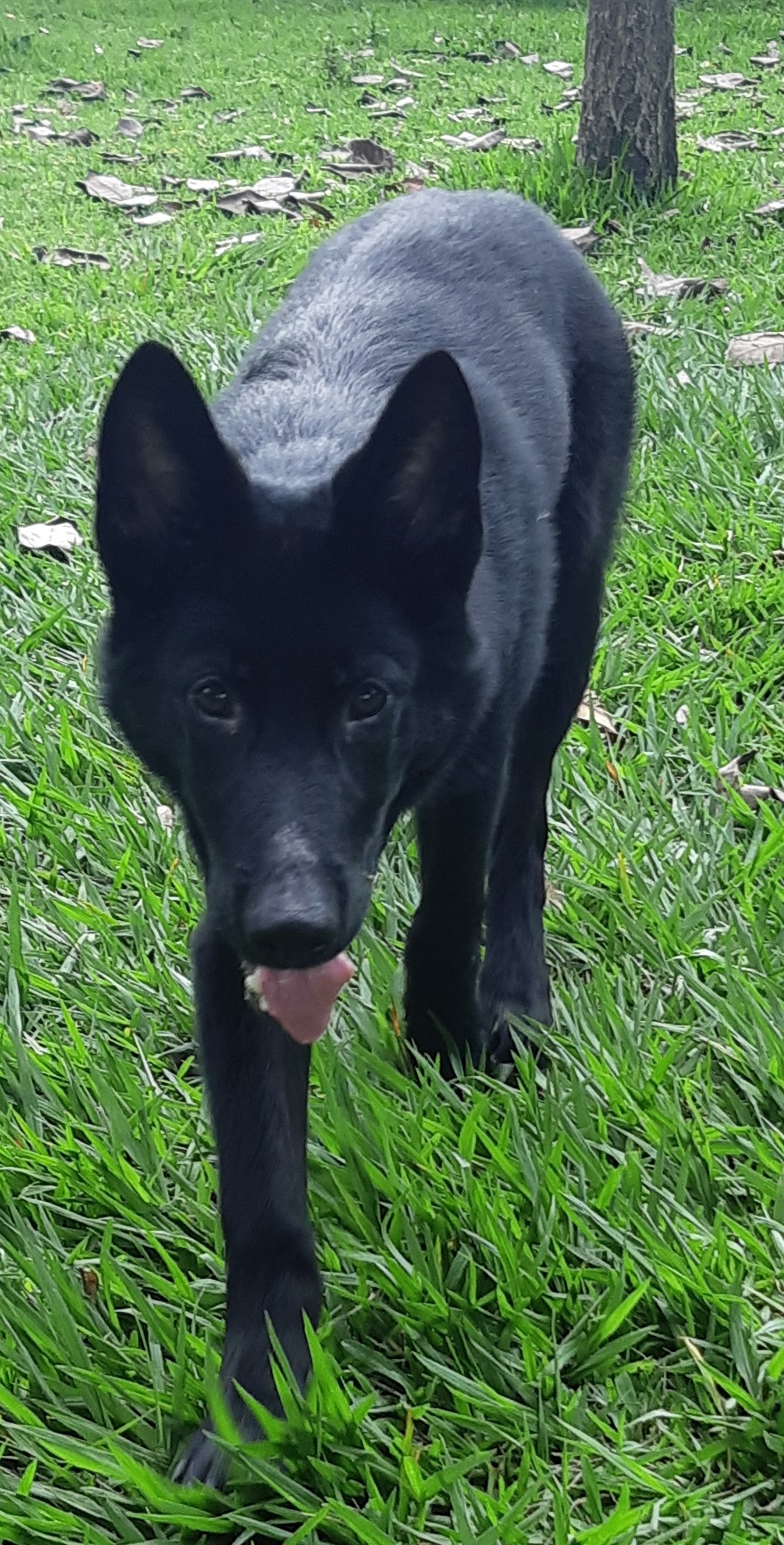
Calupoh
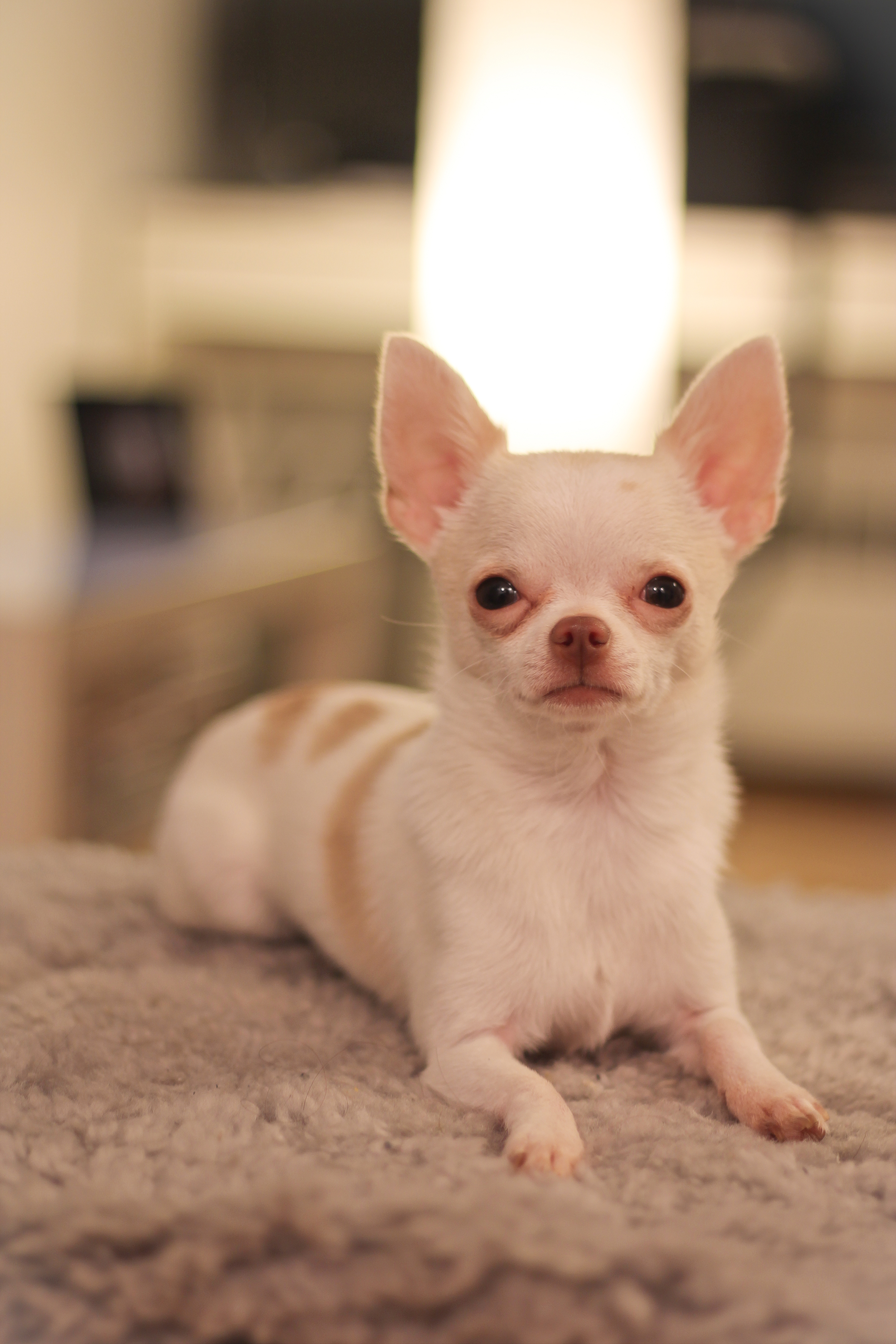
Chihuahua
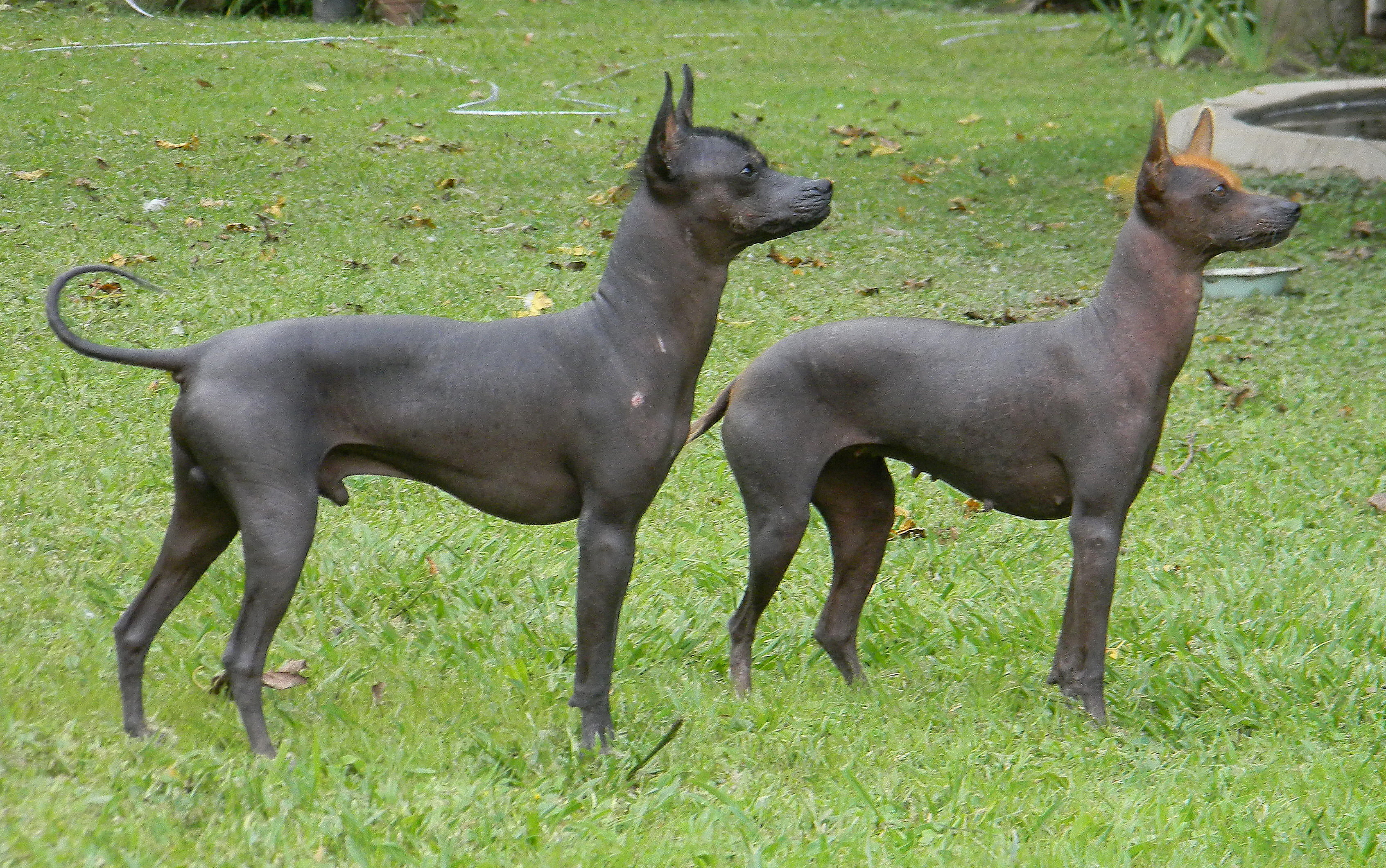
Pila Argentina (Khala sem pelos)
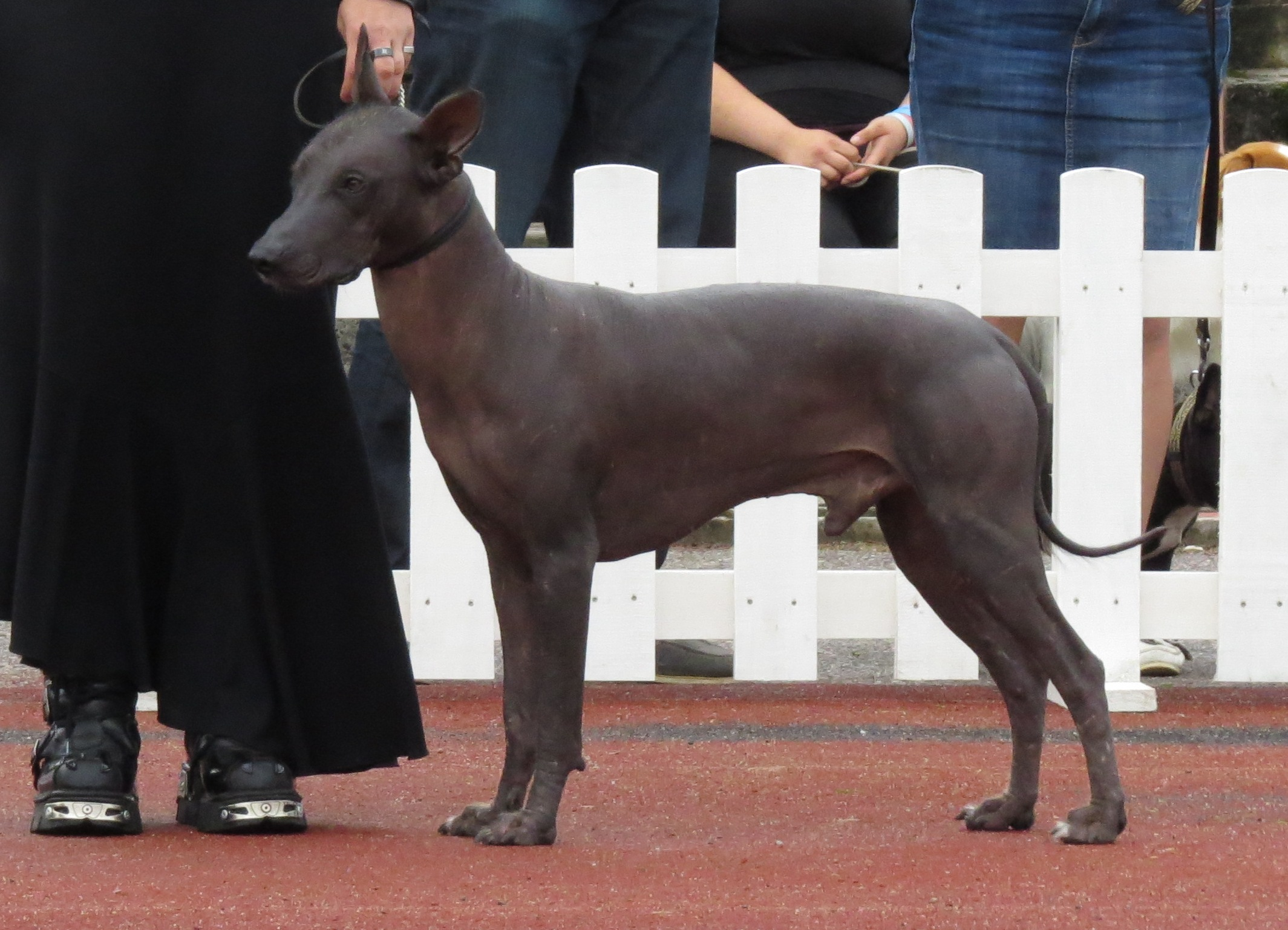
Cão-pelado-peruano
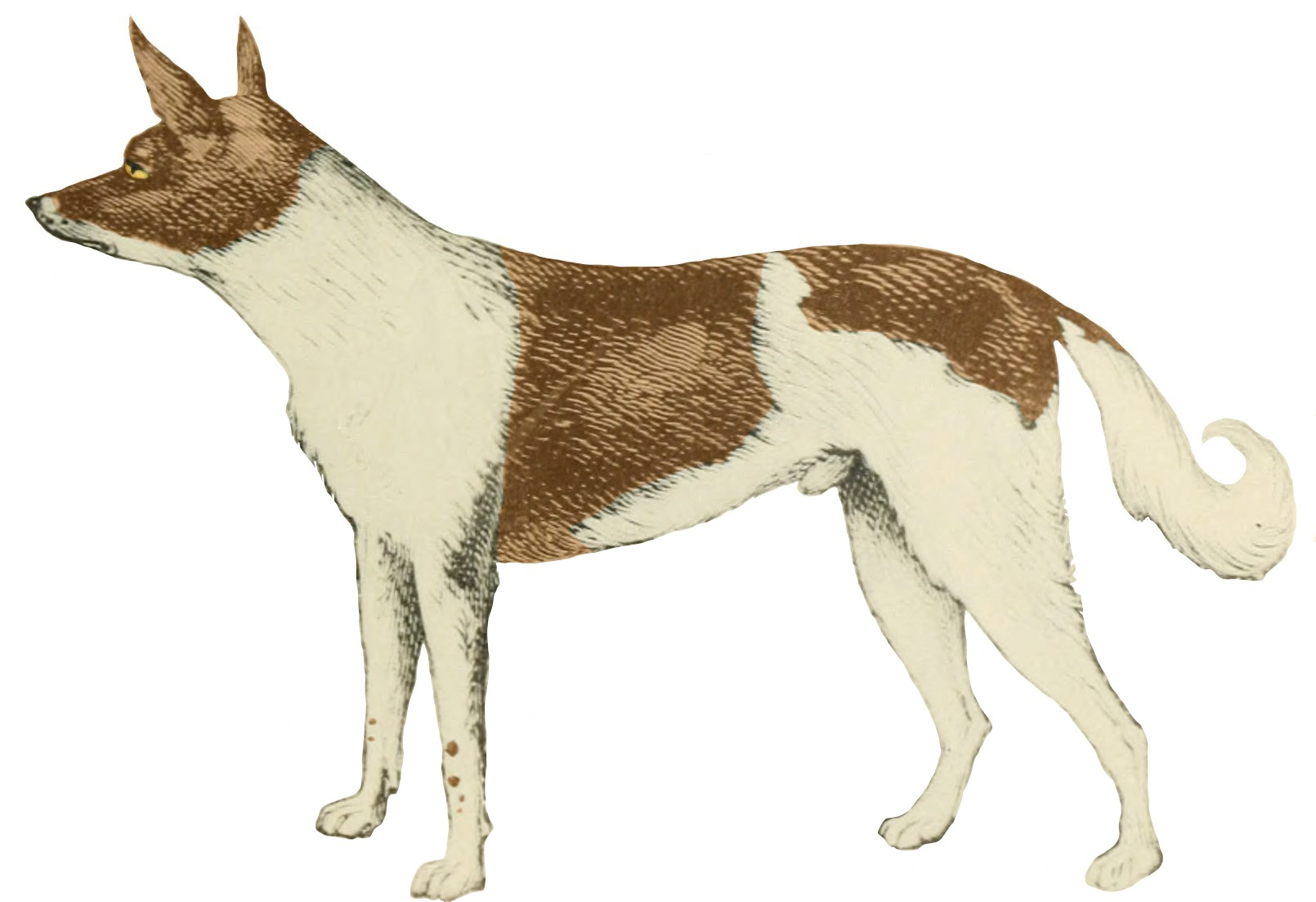
† Cão fueguino (Raposa andina doméstica)
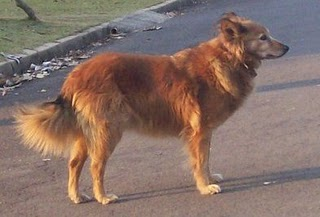
podengo crioulo
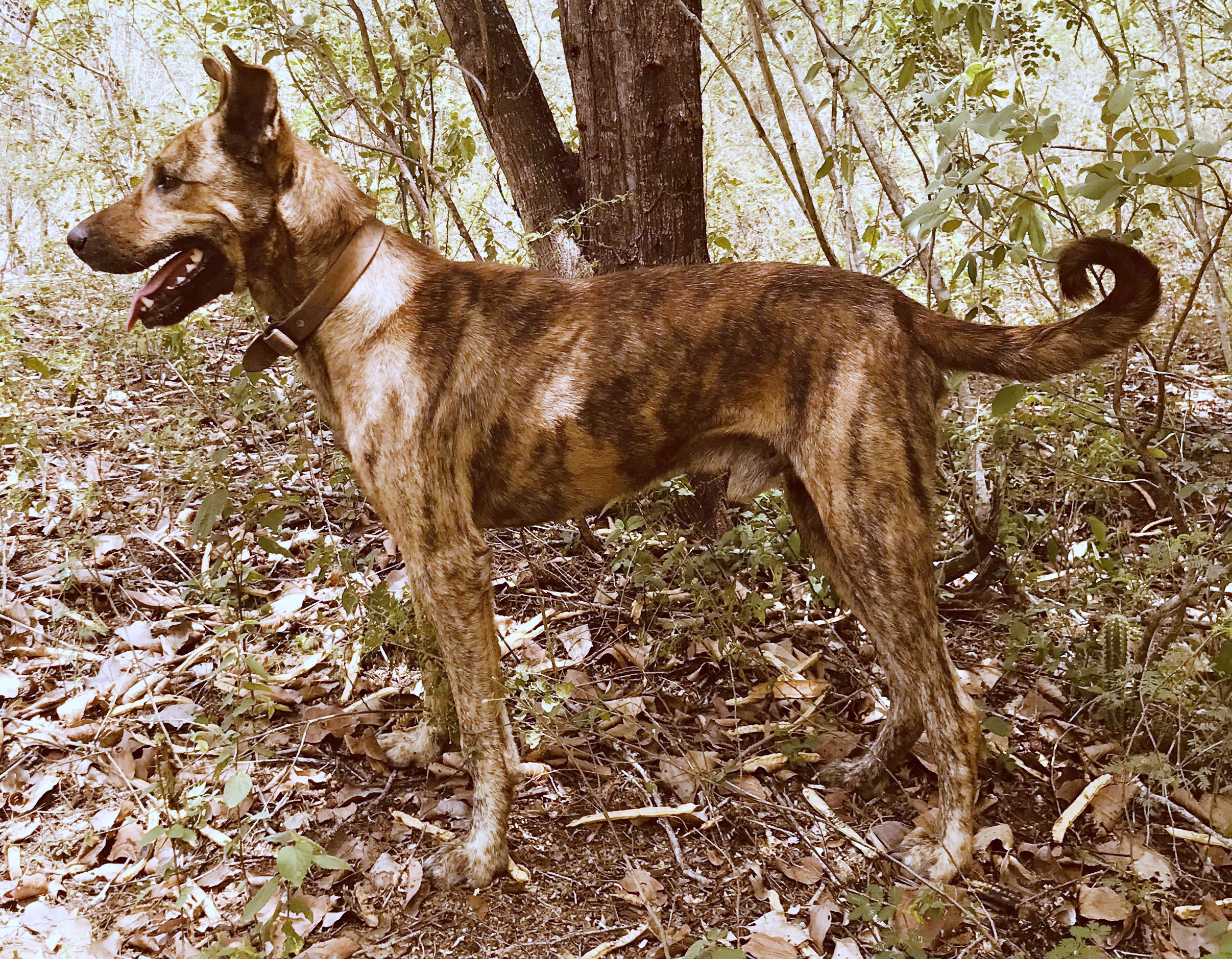
Boca-preta Sertanejo
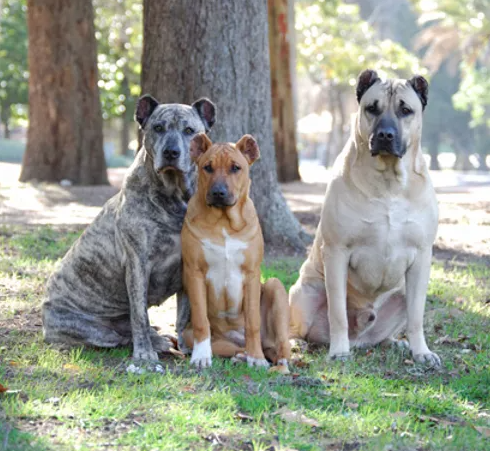
Cimarron uruguayo
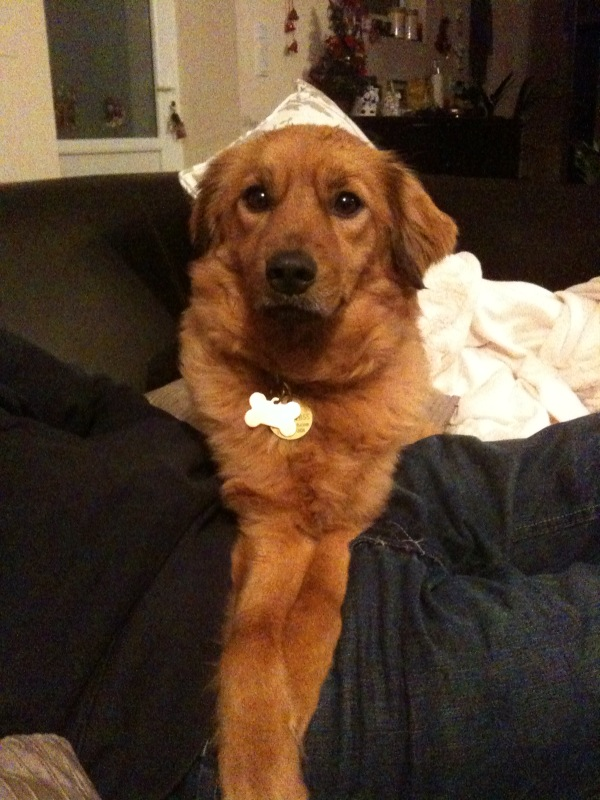
sato dog (um tipo de cão de porto rico)
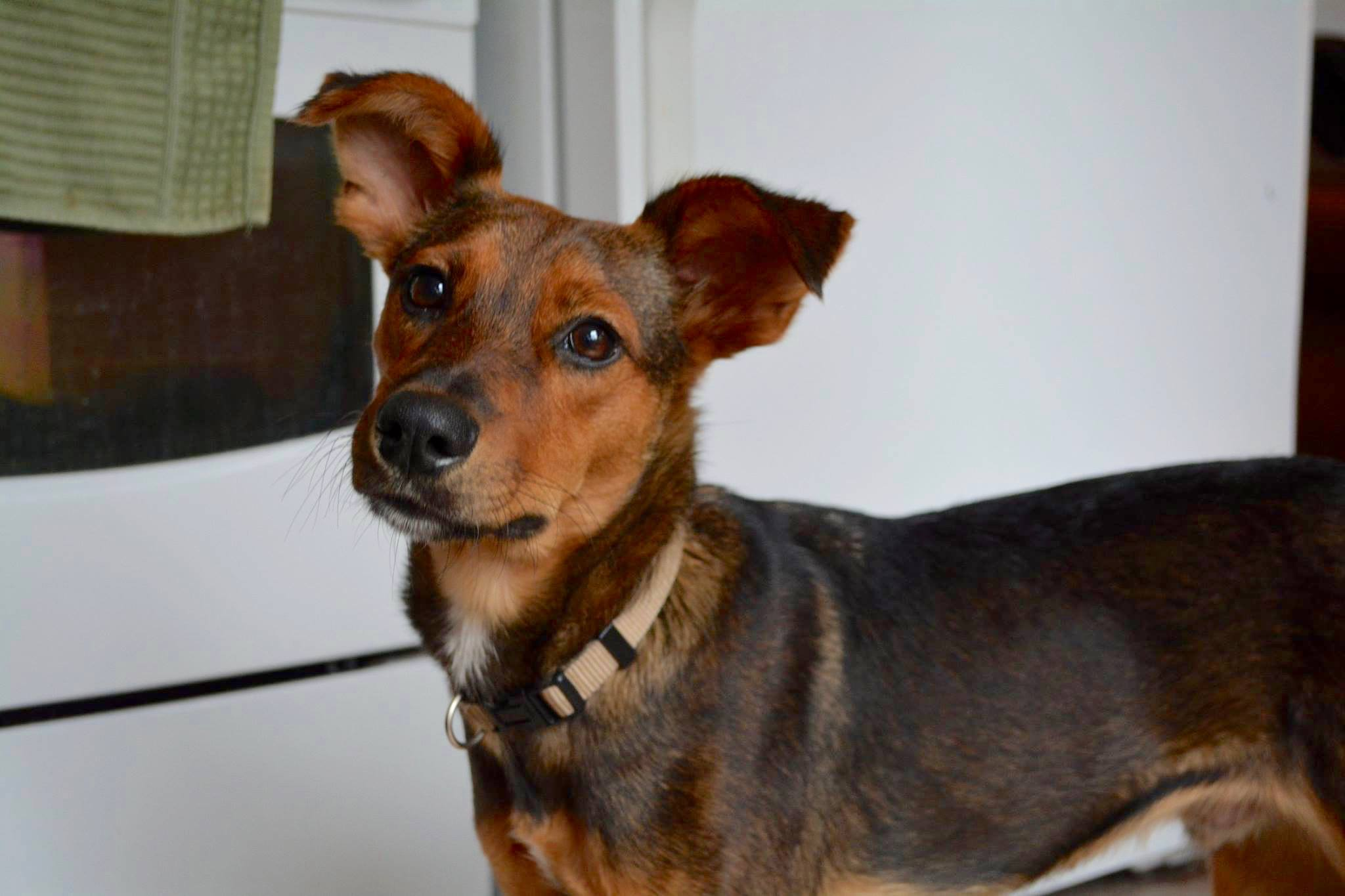
Cão potcako
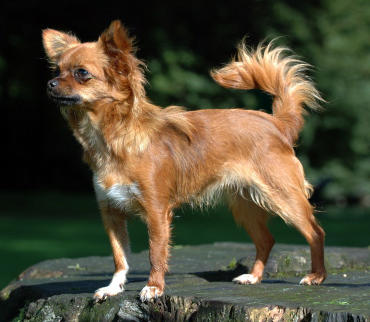
Outro chihuahua

### Oceânia

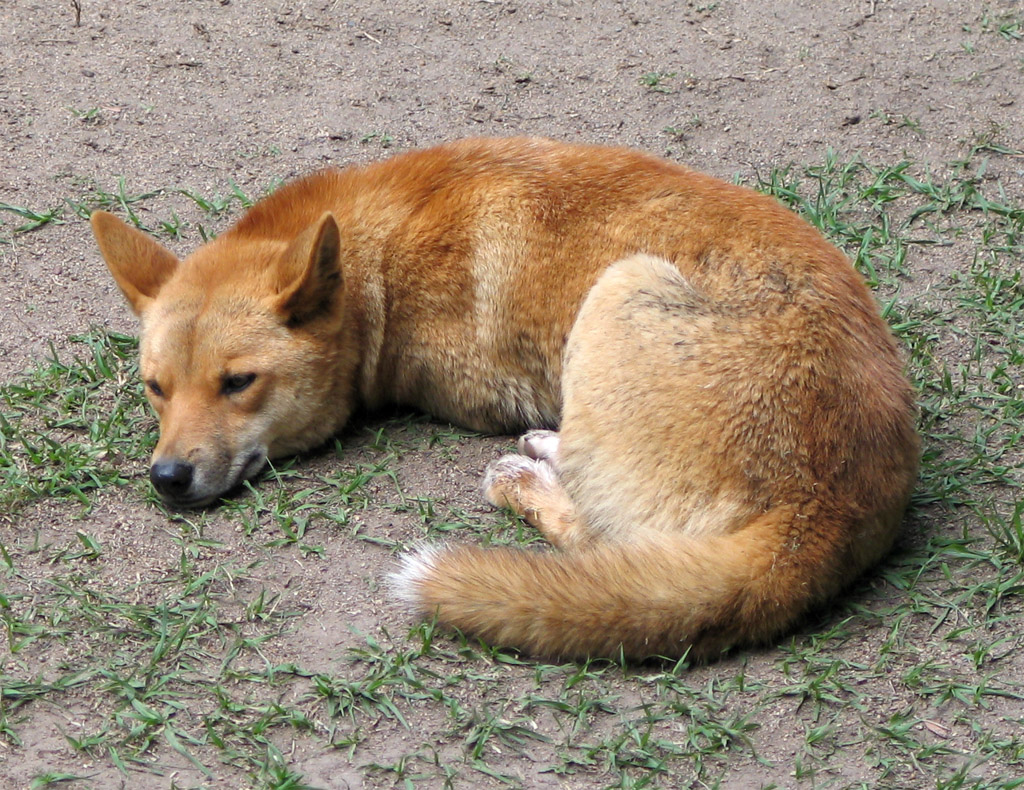
Dingo
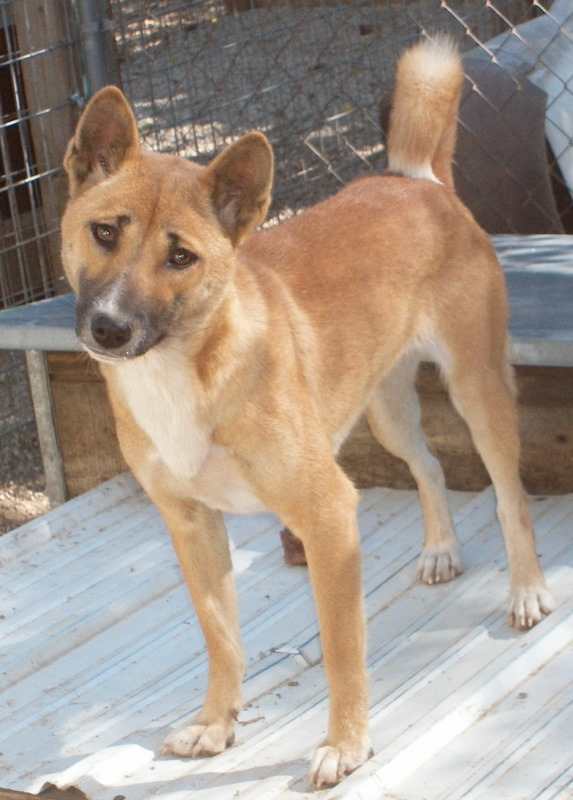
Cão cantor de nova guiné

### África

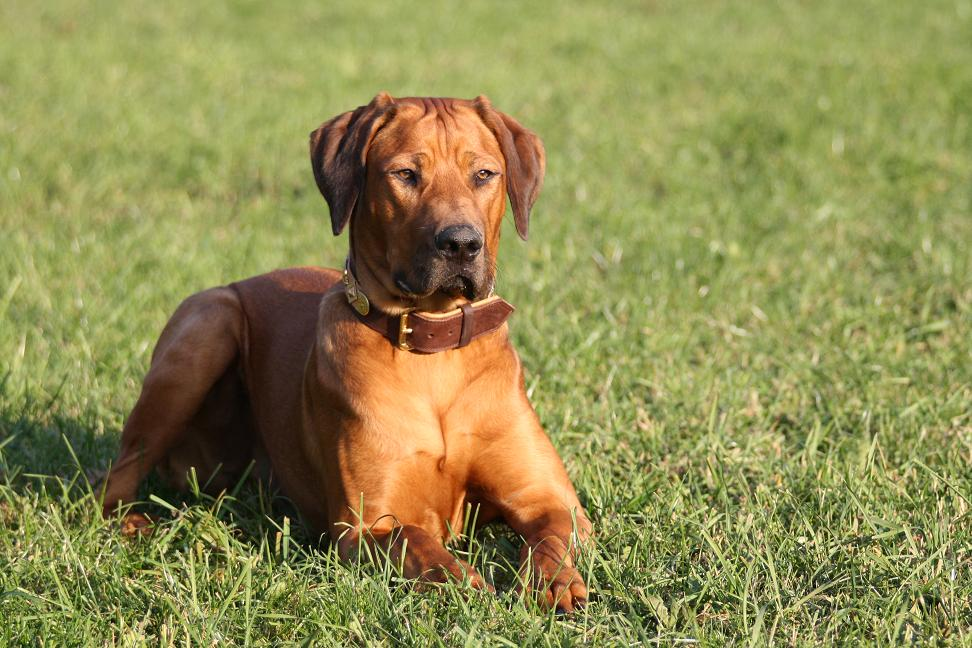
Leão da rodesia
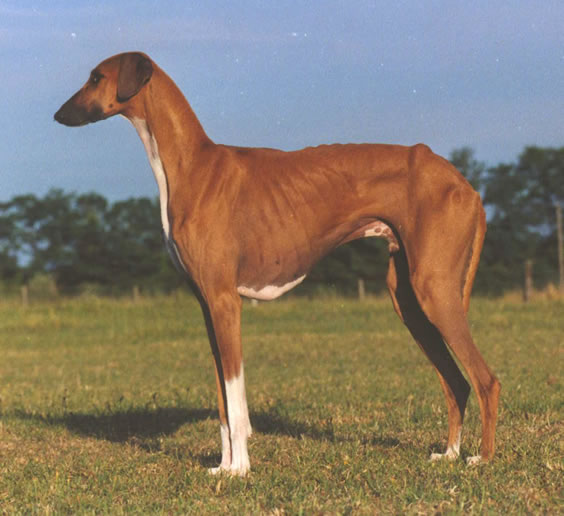
Azawakh

### Raças falsamente anunciadas como originárias dos nativos americanos:

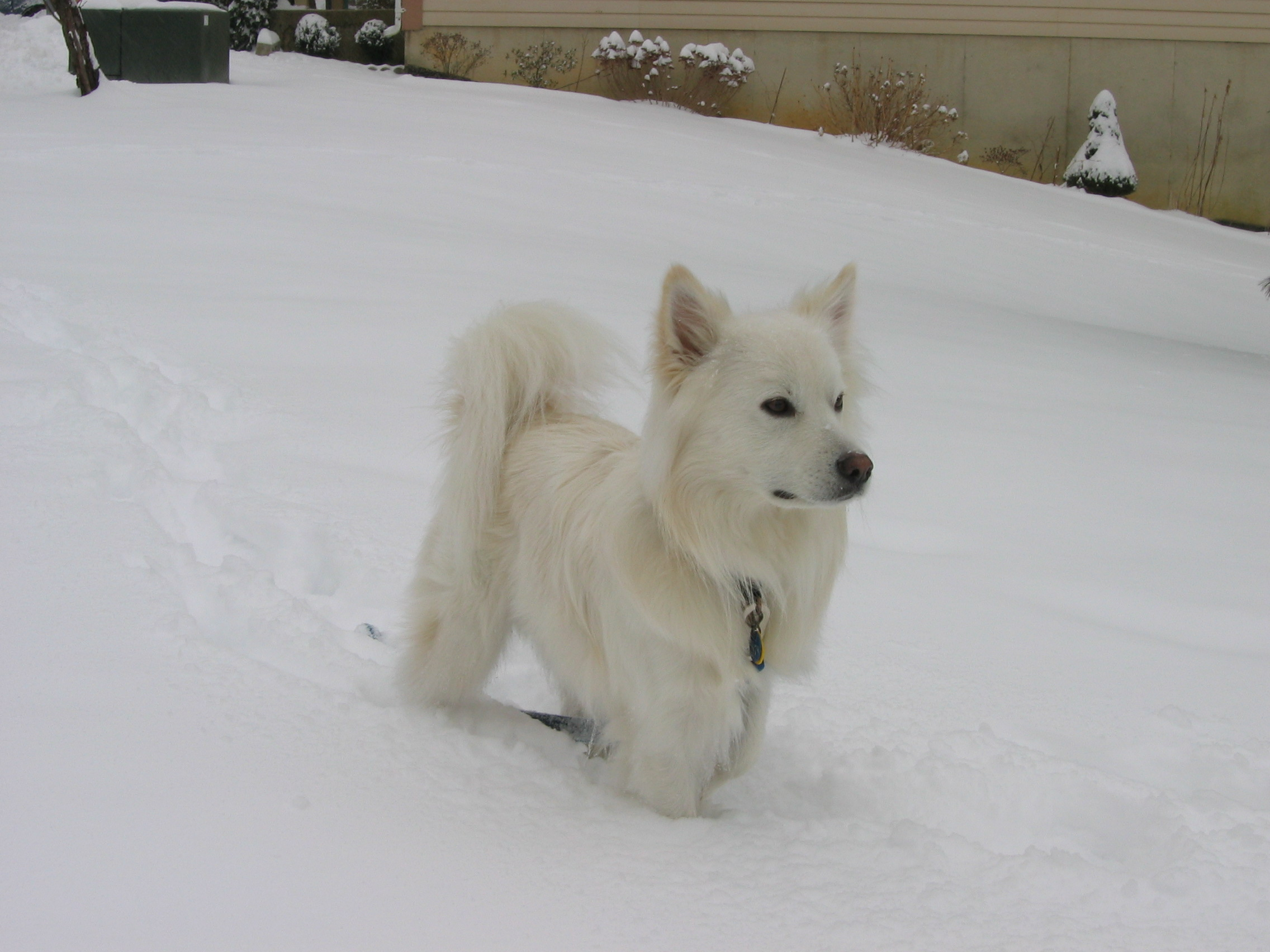
Cão esquimó americano
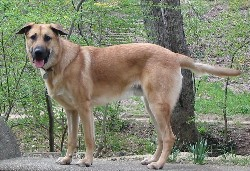
Chinook
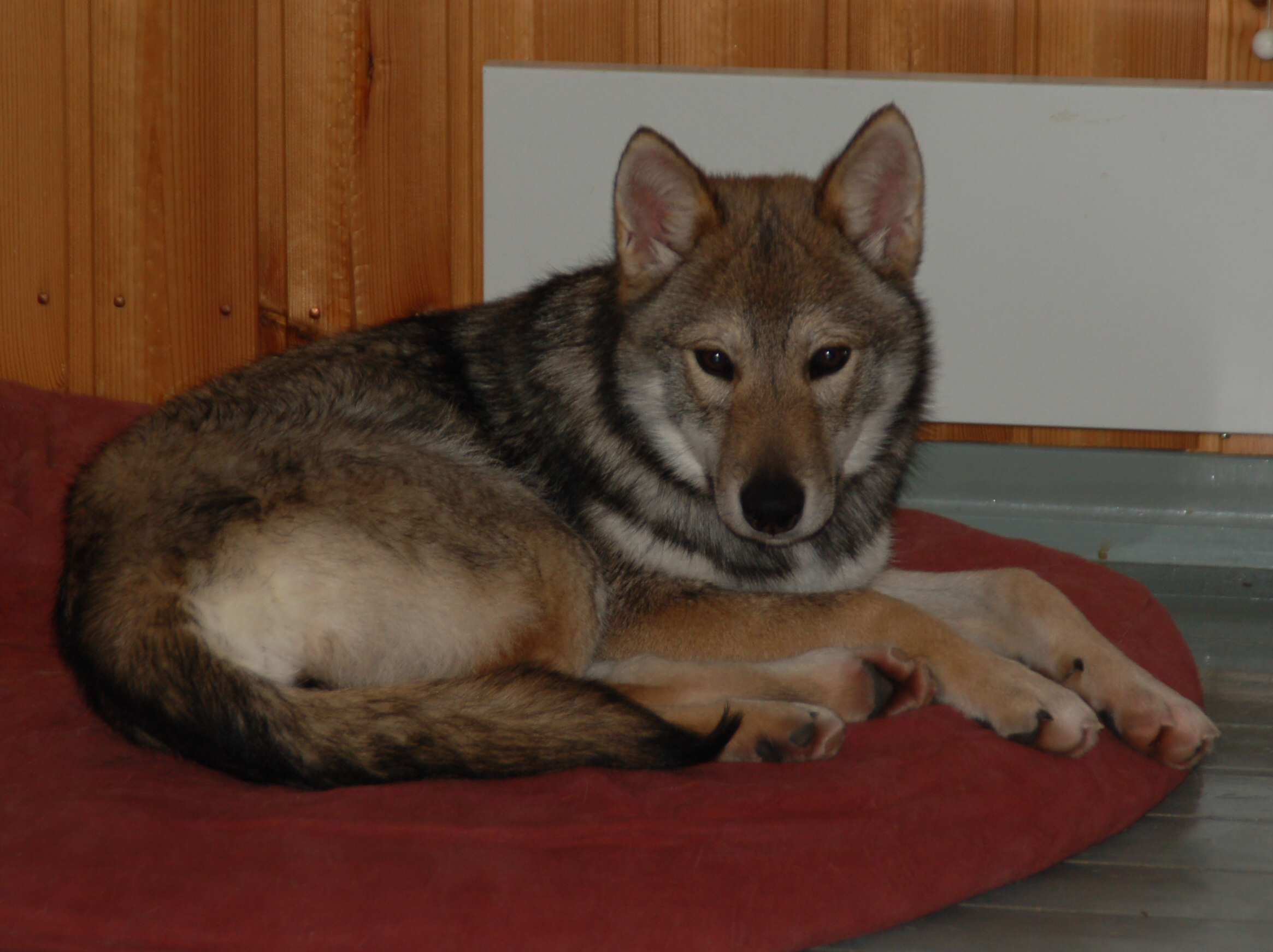
Cão Inuit do Norte

### Raças com potencial de origem parcialmente nativa americana:

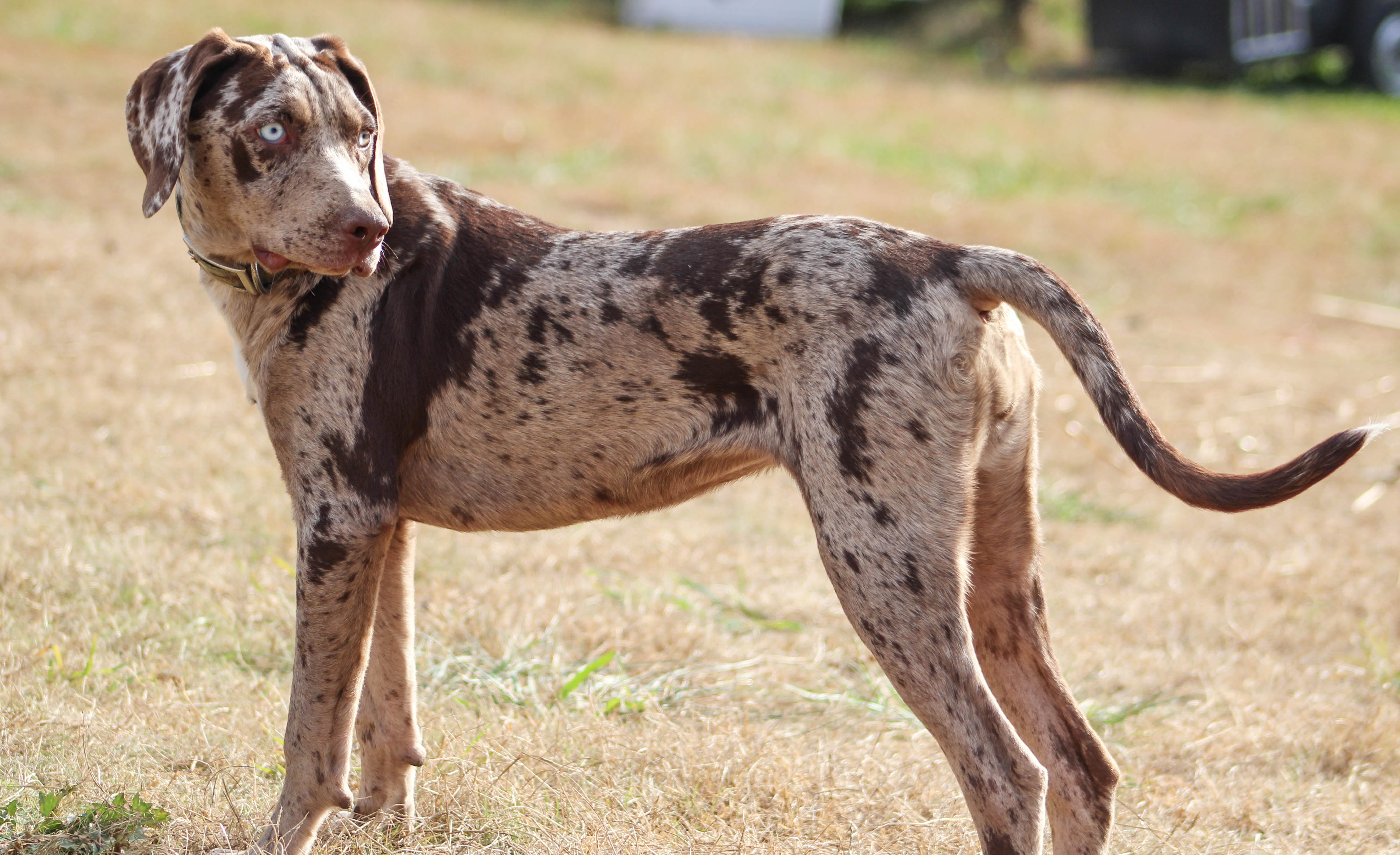
Cão leopardo de Catahoula

### Cães indígenas anónimos:
- † Munutrú
- † Tregua
- † Alcos